# Antoni Agopszowicz
Antoni Aleksander Agopszowicz (ur. 15 kwietnia 1919 we Lwowie, zm. 2 listopada 2006 w Katowicach) – polski prawnik, profesor nauk prawnych, radca prawny, adwokat, w latach 1981–1982 dziekan Wydziału Prawa i Administracji Uniwersytetu Śląskiego w Katowicach.

## Życiorys
Był synem Mikołaja Hasso–Agopszowicza (1880–1970) herbu Wiernik, polskiego Ormianina, sędziego i adwokata, oraz Marii von Scholz. W dzieciństwie mieszkał w Lesznie. W latach 1932–1937 odbywał naukę w gimnazjum w Gostyniu, gdzie w 1937 zdał maturę. W 1938 rozpoczął studia prawnicze na Uniwersytecie Poznańskim.
Uczestniczył w kampanii wrześniowej 1939 jako żołnierz 17 pułku artylerii lekkiej. W czasie okupacji niemieckiej mieszkał w Warszawie, gdzie kontynuował studia w ramach tajnego nauczania. Uczestniczył w powstaniu warszawskim, służąc w stopniu podporucznika w batalionie „Kiliński” (8 kompania, dawny Kedyw „Kolegium C” – II pluton – ochotnik). Nosił pseudonim „Tosiek”. 20 sierpnia 1944 został ranny w czasie ataku na PAST-ę. Po kapitulacji powstania znalazł się w niewoli (nr jeniecki: 224771).
W 1947 ukończył studia prawnicze w uniwersytecie w Poznaniu. Tam też w 1949 uzyskał stopień naukowy doktora. Do 1968 wykonywał zawód radcy prawnego i adwokata. W 1965 habilitował się na Wydziale Prawa i Administracji UAM. Był zatrudniony jako pracownik naukowy w Głównym Instytucie Górnictwa w Katowicach. W 1974 uzyskał tytuł naukowy profesora nadzwyczajnego, w 1981 profesora zwyczajnego.
Na Wydziale Prawa i Administracji Uniwersytetu Śląskiego w Katowicach zajmował stanowisko kierownika Katedry Prawa Górniczego i Katedry Prawa Samorządu Terytorialnego. Specjalizował się w prawie cywilnym, prawie górniczym i prawie samorządu terytorialnego. Szczególne znaczenie dla nauki miały pionierskie badania w zakresie prawa górniczego.
W latach 1981–1982 był dziekanem Wydziału Prawa i Administracji Uniwersytetu Śląskiego w Katowicach. Pod jego kierunkiem stopień naukowy doktora uzyskała Joanna Jagoda (2001).
9 listopada 2006 został pochowany na cmentarzu przy ul. Jana Pawła II w Gostyniu.

## Wybrane publikacje
- Obowiązek zapobieżenia szkodzie. Podstawa i zakres, Wrocław-Warszawa: Zakład Narodowy im. Ossolińskich, 1978.
- Odpowiedzialność za szkody wyrządzone robotami górniczymi, Warszawa: Wydawnictwo Prawnicze, 1964.
- Prawo samorządu terytorialnego w zarysie, Katowice: Wydawnictwo UŚ, 1999, 2001.
- System prawny górnictwa w zarysie, Katowice: Wydawnictwo Uniwersytetu Śląskiego, 1969.
- Ustawa o samorządzie terytorialnym. Komentarz, Warszawa: C.H. Beck, 1997.
- Zarys prawa samorządu terytorialnego, Katowice: UŚ, 1991 (kolejne wydanie: 1997)
- Zarys systemu prawnego górnictwa, Warszawa: Państwowe Wydawnictwo Naukowe, 1974 (kolejne wydania: 1979, 1980, 1986, 1991)[9]

## Członkostwo w korporacjach naukowych i stowarzyszeniach
- Polska Akademia Nauk Oddział w Katowicach
- Stowarzyszenie Żołnierzy Armii Krajowej[3]

## Odznaczenia
- Krzyż Kawalerski Orderu Odrodzenia Polski
- Warszawski Krzyż Powstańczy
- Krzyż Armii Krajowej
- Medal Zwycięstwa i Wolności
- Medal Komisji Edukacji Narodowej
- Medal 40-lecia Polski Ludowej[10]
- Złota Odznaka za zasługi dla Uniwersytetu Śląskiego[3]